# پرات
پرات (انگلیسی: Praat) یک بستهٔ نرم‌افزار رایانه‌ای آزاد برای تحلیل صحبت به صورت آواشناسی است. این نرم‌افزار طراحی‌شده و همچنان توسط Paul Boersma و David Weenink دانشگاه آمستردام توسعه داده می‌شود و می‌تواند در سیستم‌عامل‌های مختلفی اجرا از قبیل نسخه‌های مختلف یونیکس، لینوکس، سیستم‌عامل‌های مکینتاش و مایکروسافت ویندوز (۲۰۰۰، اکس‌پی، ویستا، ۷، ۸، ۱۰). این برنامه از یک متن به گفتار نیز حمایت می‌کند.

## تاریخچهٔ نسخه‌ها
| نسخه | تاریخ          | اصلی                                            |
| ---- | -------------- | ----------------------------------------------- |
| ۳.۱  | ۵ دسامبر ۱۹۹۵  |                                                 |
| ۴.۰  | ۱۵ اوت ۲۰۰۱    |                                                 |
| ۴.۱  | ۵ ژوئن ۲۰۰۳    | نسخهٔ مک‌اواس، بیش از ۹۹درصد کد تحت GPL منتشر شد. |
| ۵.۰  | ۱۰ دسامبر ۲۰۰۷ |                                                 |
| ۵.۱  | ۳۱ ژانویه ۲۰۰۹ |                                                 |
| ۵.۲  | ۲۹ اوت ۲۰۱۰    |                                                 |
| ۵.۳  | ۱۵ اوت ۲۰۱۱    |                                                 |
| ۵.۴  | ۴ اوت ۲۰۱۴     |                                                 |
| ۶.۰  | ۲۸ اوت ۲۰۱۵    |                                                 |
| ۶.۱  | ۱۳ ژوئیه ۲۰۱۹  |                                                 |